# Colonia Agraria (La Isla)
Colonia Agraria (La Isla) es una localidad del municipio de Centro ubicado en la subregión centro del estado mexicano de Tabasco.

## Geografía
La localidad de Colonia Agraria (La Isla) se sitúa en las coordenadas geográficas 17°49′52″N 92°53′27″O / 17.831111, -92.890833, a una elevación de 17 metros sobre el nivel del mar.

## Demografía
Según el Conteo de Población y Vivienda 2020, efectuado por el Instituto Nacional de Estadística y Geografía, la localidad de Colonia Agraria (La Isla) tiene 1,494 habitantes, de los cuales 724 son del sexo masculino y 770 del sexo femenino. Su tasa de fecundidad es de 2.15 hijos por mujer y tiene 402 viviendas particulares habitadas.
| Gráfica de evolución demográfica de Colonia Agraria (La Isla) entre 1950 y 2020 |
|                                                                                 |
| INEGI.                                                                          |